# Rainer Oleak
Rainer Oleak (* 29. November 1953 in Meiningen, Bezirk Suhl, DDR) ist ein deutscher Musiker, Komponist und Produzent.

## Leben
Rainer Oleak ist der Sohn des Astrophysikers Hans Oleak. Er hat zwei Schwestern aus dessen erster Ehe und eine Halbschwester aus dessen zweiter Ehe.
Ab dem achten Lebensjahr erhielt er Klavierunterricht. Nach dem Abitur studierte Oleak an der Technischen Universität Dresden Messtechnik und Raumakustik. 1979 erhielt er die „Pappe“, den Ausweis für Berufsmusiker, mit dem man in der DDR hauptberuflich als Musiker arbeiten konnte. Danach absolvierte er eine Ausbildung an der Musikhochschule „Hanns Eisler“ Berlin und studierte Klavier, Komposition und Tonsatz.
Seit 2011 lebt er mit Ehefrau Carmen in Dahlwitz-Hoppegarten (Landkreis Märkisch-Oderland, Brandenburg). Dort betreibt er in der „Tonscheune Oleak“ u. a. sein Tonstudio.

## Musikalisches Wirken
Oleak war seit 1978 Mitglied bei der Band Neue Generation. Nachdem diese sich 1979 aufgelöst hatte, schloss er sich mit einigen Musikern von Neue Generation, darunter Neumi Neumann, zusammen und gründete Neumis Rock Circus. 1983 verließ Neumann – der Kopf der Gruppe – die DDR, was auch das Ende der Band bedeutete. 1984 gründete Oleak die Band Datzu und tourte mit ihr durch die Sowjetunion, Kuba, Österreich und Frankreich. 1985 nahm Oleak zusammen mit Reinhard Lakomy das Electronics-Album „Zeiten“ auf. 1989 löste sich Datzu auf, zeitgleich begann Oleak mit seiner Arbeit als Filmkomponist.
So produzierte Oleak 1994 unter anderem die zweite Weihnachtsschallplatte Fröhliche Weihnachten in Familie von Frank Schöbel und komponierte und produzierte die Kürmusik für Katarina Witt bei den Olympischen Winterspielen in Lillehammer. Weiterhin produzierte er für die Puhdys deren zweite Weihnachts-CD Dezembernächte (2006) und die CD zum 40-jährigen Bandjubiläum Abenteuer – das Jubiläumsalbum (2009). Ostrock in Klassik mit vielen ostdeutschen Bands und Künstlern sowie dem Filmorchester Babelsberg entstand 2007. Seit 2000 komponiert er auch regelmäßig für die Störtebeker-Festspiele in Ralswiek.
Bei über 1000 Fernseh- und Filmmusiken wirkte Oleak, Spitzname „Ole“, als Komponist und Produzent mit.
Er stiftete einen Preis für den Wettbewerb Jugend musiziert. Die Sieger konnten in der „Tonscheune“ Songs aufnehmen.

## Projekte (Auswahl)
- Kompositionen und Produktionen für diverse Künstler u. a. Manfred Krug, Armin Mueller-Stahl, Ute Lemper, Tony Carey, Frank Schöbel, William Hall, Coco Fletcher, Bastian Pastewka, Bell, Book & Candle, Wolfgang Lippert, die Puhdys und Leona Heine
- 1982: Das geheime Leben (Electronics) mit Reinhard Lakomy
- 1984: Zeiten (Electronics) mit Reinhard Lakomy
- 2000: The new Adventure of Pinocchio (Berlin/Vereinigte Staaten)
- 2002: Check in to Desaster
- 2003: Igby (Musikproduktion) (Komponist Uwe Fahrenkrog-Petersen)
- 2012: Rockhaus, Album „Treibstoff“ (Produzent)
- 2015: Rockhaus, Album „Therapie“ (Produzent)
- 2019: Rockhaus, Album „Tempozoo“ (Produzent)
- 2019: East Blues Experience,  Album „Make it better“
- „Hit“ Elektronische Popmusik abseits des Mainstreams
- Trilogie „Birth“, „Passion“ und „Geburt Apokalypse – Geschichten aus der Bibel“

## Filmmusik (Auswahl)
- 1983: Frühstück im Bett
- 1983: Unser bester Mann
- 1983–1989: Ferienheim Bergkristall
- 1985–1988: Zahn um Zahn (Fernsehserie)
- 1989: Rita von Falkenhain (Fernsehserie)
- 1991: Der Rest, der bleibt (Fernsehfilm)
- 1991: Die kriegerischen Abenteuer eines Friedfertigen (Fernsehfilm)
- 1992: Scheusal (Fernsehfilm)
- 1993–2014: Tatort (Fernsehreihe)
  - 1993: Verbranntes Spiel
  - 1997: Alptraum
  - 2009: Schweinegeld
  - 2009: Tödlicher Einsatz
  - 2014: Blackout
- 1993: Polizeiruf 110: Blue Dream – Tod im Regen
- 1997: Ärzte – Vollnarkose
- 2000: Der Himmel kann warten
- 2000: Alarm für Cobra 11 – Die Autobahnpolizei
- 2001: Der Zimmerspringbrunnen
- 2001: Wie Feuer und Flamme
- 2002: Lilly unter den Linden
- 2002: Unser Papa, das Genie
- 2002: Zwei Seiten der Liebe
- 2002: Einsatz in Hamburg – Rückkehr des Teufels
- 2002: Ein Sack voll Geld
- 2002: Das Duo: Im falschen Leben
- 2003: Nicht ohne meinen Anwalt (Fernsehserie)
- 2003: Verliebte Diebe
- 2004–2009: Hallo Robbie! (Fernsehserie)
- 2004–2020: Familie Dr. Kleist (mit Günther Fischer)
- 2006: Bye Bye Berlusconi!
- 2006: Hilfe, meine Tochter heiratet
- 2006: Die Frau des Heimkehrers
- 2006–2021: Tierärztin Dr. Mertens
- 2007: Suchkind 312
- 2008: Schattenwelt
- 2008: 10 Sekunden
- 2009: Schaumküsse
- 2009: Short Cut to Hollywood
- 2009: Frau Böhm sagt Nein
- 2010: Die Prinzessin auf der Erbse (Märchenfilm)[2]
- 2010–2020: SOKO 5113/München (Fernsehserie)
- 2011: Polizeiruf 110: Im Alter von … (Fernsehreihe)
- 2011: Polizeiruf 110: Die verlorene Tochter (Fernsehreihe)
- 2012: Bis zum Horizont, dann links!
- 2014: Kafkas Der Bau
- 2015: Unser letzter Sommer
- 2016: Zorn – Wie sie töten (Fernsehreihe)
- 2016: Keine Ehe ohne Pause
- 2017: Fikkefuchs
- 2018: Der Prag-Krimi (Fernsehreihe, 2 Folgen)
- 2019: Ich war noch niemals in New York (mit Christoph Israel, Ingo Frenzel)
- 2020: SOKO München – Countdown
- 2021: Du sollst nicht lügen (Miniserie)
- 2024: Ice Aged